# نو اسکنه
نو اسکنه یک ستاره است که در صورت فلکی اسکنه قرار دارد.